# Данилов, Владимир Иванович (сценарист)
Владимир Иванович Данилов (25 декабря 1919, Германия) — советский и российский сценарист.

## Биография
Родился 25 декабря 1919 года в Германии в семье сотрудника посольства СССР. В 1938 году поступил на сценарный факультет ВГИКа, однако учёбу он был вынужден прервать, ибо началась ВОВ и он был мобилизован в армию и направлен на фронт и прошёл всю войну. В 1946 году после демобилизации он вернулся во ВГИК и доучившись год окончил его. В 1949 году был зачислен в штат киностудии Союзмультфильм и до 1952 года работал в должности редактора. Начиная с 1953 года он начал писать сценарии к детским учебным фильмам и мультфильмам и зачислен в штат киностудии Моснаучфильм, также продолжил сотрудничество с киностудией Союзмультфильм. Написал ряд сценариев, из которых экранизировано было 17.

## Фильмография

### Сценарист
- 1953 — Сестрица Алёнушка и братец Иванушка
- 1958 — Тайна далёкого острова
- 1962 — Чудесный сад
- 1964 — Следы на асфальте
- 1972 — С днём рождения
- 1973 — На юг, на юг...
- 1975 — Уроки наших предков
- 1975 — Лиса и медведь
- 1976 — Храбрец-удалец
- 1977 —
  - Жила-была курочка
  - Мальчик с пальчик
  - Вот так новоселье
- 1978 — Последняя невеста Змея Горыныча
- 1982 — Один день в городе
- 1985 —
  - Королевский
  - Терёхина таратайка
- 1986 — Воспоминание
- 1988 — Седой медведь
- 1990 — Комино